# Tmarus unicus
Tmarus unicus là một loài nhện trong họ Thomisidae.
Loài này thuộc chi Tmarus. Tmarus unicus được Willis J. Gertsch miêu tả năm 1936.